# Betula jiaodongensis
Betula jiaodongensis là một loài thực vật có hoa trong họ Betulaceae. Loài này được S.B.Liang mô tả khoa học đầu tiên năm 1984.